# Casa Garcia
La Casa Garcia és un edifici del municipi de Manlleu (Osona) que forma part de l'Inventari del Patrimoni Arquitectònic de Catalunya. L'edifici fou restaurat a finals de la dècada del 1980 intentant ressaltar els motius escultòrics i imitar l'original forma de decorar la façana.
És un edifici de planta baixa amb tres pisos. A la planta baixa hi ha tres obertures d'arc de mig punt, dels quals el central és més ampli de llum i, a la dovella central, hi ha esculpit un cap de lleó. El primer pis està format per una balconada amb una barana de balustres de tres trams i tres finestres decorades als brancals per columnes adossades i a les llindes per un bust d'una dama envoltada de flors en alt relleu. Coronant aquestes llindes hi ha tres trams de sanefes de dibuix geomètric i vegetal de rajoles blaves i blanques.
Al segon pis s'hi obren tres balcons amb baranes de ferro forjat de línia senzilla, decorades als brancals per columnetes adossades amb motius vegetals al fust i capitells de volutes i, a les llindes per una petxina en alt relleu envoltada de flors (baix relleu). Una franja de rajoles imitant la ceràmica blava separa el segon del pis superior, en el que s'hi obren tres finestres petites separades per panys de paret llisos on hi ha esgrafiats que representen un medalló amb un bust d'una dama de perfil. La coberta acaba en una cornisa contínua recolzada per unes mènsules de pedra treballades, i a nivell de façana s'alça un balustre de gelosies de formes vegetals. El fons de la façana està pintat imitant maons.